# Cucumber Castle
Cucumber Castle é o sétimo álbum de estúdio dos Bee Gees. Foi gravado num momento difícil dos Bee Gees: Vince Melouney saíra no meio das gravações de Odessa; Robin Gibb saiu logo após seu lançamento e Colin Petersen sai no meio das gravações deste álbum, Cucumber Castle. Os Bee Gees ficam reduzidos então a Barry Gibb e Maurice Gibb que, mesmo com todos estes acontecimentos, decidem levar este projeto à frente - pois muitas músicas deste álbum foram feitas para estar num especial que os Bee Gees iriam fazer na TV, também chamado Cucumber Castle. A intenção maior de fazer este álbum era a de fazer músicas para esse especial.
| Críticas profissionais                                                      | Críticas profissionais |
| Avaliações da crítica                                                       | Avaliações da crítica  |
| Fonte                                                                       | Avaliação              |
| --------------------------------------------------------------------------- | ---------------------- |
| Allmusic                                                                    | [ 1 ]                  |
| Esta tabela precisa de ser acompanhada por texto em prosa. Consulte o guia. |                        |

## Faixas
1. If Only I Had My Mind on Something Else (B. Gibb/M. Gibb) - 2:36
2. I.O.I.O. (B. Gibb/R. Gibb/M. Gibb) - 2:58
3. Then You Left Me (B. Gibb/M. Gibb) - 3:13
4. The Lord (B. Gibb/M. Gibb) - 2:05
5. I Was the Child (B. Gibb/M. Gibb) - 3:15
6. I Lay Down and Die (B. Gibb/M. Gibb) - 3:36
7. Sweetheart (B. Gibb/M. Gibb) - 3:10
8. Bury Me Down by the River (B. Gibb/R. Gibb/M.

Gibb) - 3:26
9. My Thing (B. Gibb/M. Gibb) - 2:20
10. The Chance of Love (B. Gibb/M. Gibb) - 2:29
11. Turning Tide (B. Gibb/M. Gibb) - 3:11
12. Don't Forget to Remember (B. Gibb/M. Gibb) - 3:27

## Outtakes
Todas as faixas compostas por Barry Gibb e Maurice Gibb exceto onde indicado:
1. Who Knows What a Room Is
2. Give a Hand, Take a Hand
3. The Day Your Eyes Meet Mine
4. Every Time I See Your Smile
5. Every Morning, Every Night (The Only Way) (Barry Gibb)
6. End of My Song

## Compactos
1. Março de 1969
A: Tomorrow Tomorrow (B. Gibb/M. Gibb) - 4:07
B: Sun in My Morning (B. Gibb/M. Gibb) - 2:57
2. Agosto de 1969
A: Don't Forget to Remember
B: The Lord
3. Março de 1970 (EUA/CAN)
A: If Only I Had My Mind on Something Else
B: Sweetheart [desambiguação necessária]
4. Março de 1970
A: I.O.I.O.
B: Then You Left Me (EUA/CAN) ou Sweetheart (resto do mundo)